# Markus Zberg
Markus Zberg (Altdorf, 27 de juny de 1974) va ser un ciclista suís, que fou professional entre el 1996 i el 14 d'agost de 2009. Ciclista amb bona punta de velocitat i bon corredor de clàssiques mai aconseguí grans victòries pel fet de fer feines d'equip i treballar pels seus caps de files. Les seves principals victòries són dues etapes de la Volta a Espanya de 1998. El 1999 guanyà la medalla de plata al Campionat del Món de ciclisme en ruta.
El 14 d'agost de 2009 va patir una important caiguda durant la disputa del Tour de l'Ain que li provocà diverses fractures que l'obligaren a deixar la pràctica del ciclisme professional.
És el germà dels també ciclistes Beat i Luzia Zberg.

## Palmarès
- 1993
  - 1r al Gran Premi de Chiasso
- 1996
  - Vencedor d'una etapa del Gran Premi Guillem Tell
- 1997
  - Vencedor d'una etapa de la Volta a Polònia
- 1998
  - 1r a la Berner Rundfahrt
  - 1r a la Stausee-Rundfahrt Klingnau
  - Vencedor de 2 etapes de la Volta a Espanya
  - Vencedor d'una etapa de la Volta a Suïssa
  - Vencedor d'una etapa de la Settimana Ciclistica Lombarda
- 1999
  - 1r a la Milà-Torí
  - Vencedor d'una etapa de la Volta a Àustria
- 2000
  -  Campió de Suïssa en ruta
  - 1r als Sis dies de Zuric (amb Bruno Risi i Kurt Betschart)
- 2001
  - 1r al Rund um den Henninger Turm
  - Vencedor d'una etapa de la Tirrena-Adriàtica
- 2006
  - Vencedor d'una etapa de la París-Niça
- 2008
  -  Campió de Suïssa en ruta

### Resultats al Tour de França
- 2000. 68è de la classificació general
- 2003. 92è de la classificació general

### Resultats a la Volta a Espanya
- 1998. 57è de la classificació general. Vencedor de 2 etapes. Porta el mallot or durant 2 etapes
- 1999. 30è de la classificació general